# Dinamo Krasnodar (volley-ball masculin)
 (mai 2013).
Cet article traite de la section volley-ball masculin. Pour l'article sur la section volley-ball féminin, voir Dynamo Krasnodar (volley-ball féminin).
Maillots
Le VK Dinamo Krasnodar (en russe : волейбольный клуб Динамо Краснодар, voleïbolny klub Dinamo Krasnodar) est un club de volley-ball russe basé à Krasnodar, évoluant au plus haut niveau national (Superliga).

## Palmarès
Néant

## Effectif de la saison 2013-2014
| No                                          | Nom                                         | Date de naissance                           | Taille                       | Poids                        | Poste                        |
| ------------------------------------------- | ------------------------------------------- | ------------------------------------------- | ---------------------------- | ---------------------------- | ---------------------------- |
| 1                                           | Sergueï Tcherviakov                         | 17 septembre 1989                           | 205                          | 92                           | Central                      |
| 2                                           | Denis Tchaous                               | 1er mai 1983                                | 205                          | 87                           | Central                      |
| 3                                           | Vladimir Melnik                             | 21 juillet 1980                             | 200                          | 95                           | Réceptionneur-attaquant      |
| 4                                           | Marlon Muraguti Yared                       | 27 juillet 1977                             | 189                          | 90                           | Passeur                      |
| 8                                           | Denis Kalinine                              | 28 avril 1984                               | 200                          | 86                           | Réceptionneur-attaquant      |
| 9                                           | Stanislav Ieriomine                         | 23 juin 1985                                | 197                          | 95                           | Réceptionneur-attaquant      |
| 10                                          | Iouri Berejko                               | 27 août 1984                                | 198                          | 90                           | Réceptionneur-attaquant      |
| 11                                          | Andreï Achtchev                             | 10 mai 1983                                 | 202                          | 105                          | Central                      |
| 13                                          | Denis Zemtchenok                            | 31 août 1987                                | 202                          | 91                           | Attaquant                    |
| 14                                          | Ján Štokr                                   | 16 janvier 1983                             | 205                          | 100                          | Attaquant                    |
| 16                                          | Artiom Zelenkov                             | 6 août 1987                                 | 184                          | 78                           | Libero                       |
| 17                                          | Artiom Khabiboulline                        | 13 septembre 1984                           | 200                          | 82                           | Passeur                      |
| 18                                          | Aleksandr Krivets                           | 6 août 1983                                 | 203                          | 98                           | Central                      |
| 19                                          | Valeri Komarov                              | 21 mars 1980                                | 187                          | 85                           | Libero                       |
|                                             |                                             |                                             |                              |                              |                              |
| Encadrement technique                       | Encadrement technique                       |                                             | Légende                      | Légende                      | Légende                      |
| Entraîneur : Javier Weber                   | Entraîneur : Javier Weber                   | Entraîneur : Javier Weber                   | : Capitaine                  | : Capitaine                  | : Capitaine                  |
| Entraîneur(s) adjoint(s) : Iaroslav Antonov | Entraîneur(s) adjoint(s) : Iaroslav Antonov | Entraîneur(s) adjoint(s) : Iaroslav Antonov | : Joueur blessé actuellement | : Joueur blessé actuellement | : Joueur blessé actuellement |

| Équipe type : Dinamo Krasnodar                                                                          |
| \| Marlon · # 4 Melnik · # 3 Tchaous · # 2 Štokr · # 14 Berejko · # 10 Krivets · # 18 Komarov · # 19 \| |
| Marlon · # 4 Melnik · # 3 Tchaous · # 2 Štokr · # 14 Berejko · # 10 Krivets · # 18 Komarov · # 19       |

| Marlon · # 4 Melnik · # 3 Tchaous · # 2 Štokr · # 14 Berejko · # 10 Krivets · # 18 Komarov · # 19 |